# Dil Hai Tumhaara
Dil Hai Tumhaara è un film indiano del 2002 diretto da Kundan Shah con Rekha, Preity Zinta, Mahima Chaudhry, Arjun Rampal, Jimmy Sheirgill e Alok Nath.
Il film era stato pensato come uno star vehicle per Zinta e, sebbene sia stato un fallimento commerciale al momento dell'uscita, la performance di Zinta è stata elogiata dalla critica e le è valsa la nomination come migliore attrice in una serie di cerimonie di premiazione. La colonna sonora, composta da Nadeem-Shravan, ha ottenuto buoni risultati nelle classifiche.